# 約克鎮區 (阿肯色州洛諾克縣)
約克鎮區（英語：York Township）是位於美國阿肯色州洛諾克縣的一個行政鎮區。

## 地方資料
約克鎮區的面積為68.53平方千米，當中陸地面積為68.45平方千米，而水域面積為0.08平方千米。根據2010年美國人口普查的數據，當地共有人口22085人，而人口密度為每平方千米322.27人。